# آدامز، شهرستان جکسون، ویسکانسین
آدامز (به انگلیسی: Adams) یک شهرک در ایالات متحده آمریکا است که در شهرستان جکسون واقع شده‌است.

## خصوصیات
آدامز ۹۵٫۹ کیلومترمربع مساحت و ۱٬۲۰۸ نفر جمعیت دارد و ۲۷۴ متر بالاتر از سطح دریا واقع شده‌است.